# To Bring You My Love
To Bring You My Love är ett musikalbum av PJ Harvey som släpptes den 27 februari 1995 i Storbritannien och den 28 februari samma år i USA. Albumet släpptes på Island Records och blev producerat av Mark Ellis, PJ Harvey själv samt John Parish.

## Låtlista
1. To Bring You My Love
2. Meet Ze Monsta
3. Working for the Man
4. C'mon Billy
5. Teclo
6. Long Snake Moan
7. Down by the Water
8. I Think Im A Mother
9. Send His Love to Me
10. The Dancer